# Franciszek Kotula
Franciszek Kotula (ur. 26 marca 1900 w Głogowie Małopolskim, zm. 26 kwietnia 1983 w Rzeszowie) – polski etnograf, historyk, folklorysta i muzealnik. Autor prac monograficznych o kulturze Lasowiaków, Rzeszowiaków, Pogórzan z regionów Polski południowo-wschodniej.

## Życiorys
W 1920 ukończył z wyróżnieniem Seminarium Nauczycielskie w Rzeszowie, a w 1929 Wyższy Kurs Nauczycielski w Toruniu. Jako nauczyciel pracował w różnych miejscowościach ówczesnego powiatu rzeszowskiego. Uczył języka polskiego i historii w szkołach powszechnych w Straszydlu, Sołonce, Głogowie Małopolskim i Tyczynie, a od 1932 w Szkole Podstawowej nr 1 przy ulicy Bernardyńskiej w Rzeszowie. Realizując plan Towarzystwa Regionalnego Ziemi Rzeszowskiej, w 1934 rozpoczął organizację Muzeum Regionalnego, Archiwum i Biblioteki.
Okupację spędził w Rzeszowie. Brał udział w tajnym nauczaniu i ruchu podziemnym. W Muzeum Miejskim, na które wyremontowano bardzo zniszczony dom przy Rynku 8 (obecnie Rynek 6), przechowywano wiele tysięcy książek oraz tajne archiwum Armii Krajowej. Tu zdawano również podziemne matury.
Po zakończeniu drugiej wojny przeszedł do Resortu Kultury: był współorganizatorem Muzeum Ziemi Rzeszowskiej oraz Muzeum Budownictwa Ludowego w Sanoku. Przez cztery kadencje był radnym Wojewódzkiej Rady Narodowej. Należał do wielu towarzystw naukowych i kulturalnych. Pomimo iż nie uzyskał doktoratu, w 1954 r. za działalność naukową otrzymał tytuł docenta. Był autorem 20 książek, opublikował około 700 artykułów. Należał do Stowarzyszenia Historyków Sztuki.
Został pochowany na cmentarzu w rodzinnym Głogowie Małopolskim.

## Odznaczenia, nagrody, upamiętnienia
Za długoletnią pracę przed wojną został odznaczony Medalem Niepodległości (1938) i Srebrnym Krzyżem Zasługi, a po wojnie dwukrotnie Złotym Krzyżem Zasługi (1946, 1954), Krzyżem Kawalerskim Orderu Odrodzenia Polski, odznaczeniami za Zasługi dla Województwa Rzeszowskiego, Odznaką „Zasłużony Działacz Kultury”, Zasłużony Działacz Ochrony Zabytków oraz innymi. W 1979 otrzymał Złotą Odznakę „Za opiekę nad zabytkami”. Otrzymał również Nagrodę Kolberga oraz nagrodę „Profilów”.
W 1979 został Honorowym Obywatelem Miasta Leżajska.
17 września 1990 powstało w Rzeszowie Muzeum Etnograficzne im. Franciszka Kotuli (obecnie Oddział Muzeum Okręgowego). Od roku 1995 przyznawane są nagrody im. Franciszka Kotuli dla twórców ludowych, animatorów kultury oraz placówek popularyzujących folklor, a organizatorem tego przedsięwzięcia jest wspomniane Muzeum Etnograficzne, którym kieruje dr Krzysztof Ruszel.

## Wybrane publikacje
- 1958 Obwarowania Rzeszowa i rozwój przestrzenny miasta w XVII-XVIII wieku (w: Pięć wieków miasta Rzeszowa), Warszawa;
- 1962 Z Sandomierskiej Puszczy;
- 1970 Hej, leluja czyli o wygasających starodawnych pieśniach kolędniczych w Rzeszowskiem, Toruń;
- 1974 Po Rzeszowskim Podgórzu błądząc, Kraków;
- 1982 Chłopi bronili się sami;
- 1982 Miasteczko na przykładzie Głogowa Małopolskiego i jego sąsiadów;
- 1983 U źródeł, Rzeszów[7];
- 1985 Tamten Rzeszów czyli Wędrówka po zakątkach i historii miasta[8];
- 1988 Pojedynek z diabłem[9];
- 1989 Przeciw urokom: wierzenia i obrzędy u Pogórzan, Rzeszowiaków i Lasowiaków, Warszawa;
- 1999 Losy Żydów rzeszowskich 1939-1944[10].